# Danneel Ackles
Elta Danneel Graul mais conhecida pelo seu nome artístico Danneel Harris (Lafayette, 18 de março de 1979) é uma atriz e empresária norte-americana. Foi criada na pequena cidade de Eunice St. Landry Parish. Se mudou para Los Angeles e continuou sua formação atuando com John Homa, Calmeson e Calmeson, e Craig Wargo. Danneel trabalhou como modelo em empresas como a Big Sexy Hair e Juicy Jeans, estreando pela primeira vez em um comercial de televisão. Sua primeira grande aparição como atriz foi no filme Independente The Plight of Clownana.

## Carreira
Danneel cresceu na pequena cidade de Eunice St. Landry Parish. Se mudou para Los Angeles e continuou sua formação atuando com John Homa, Calmeson e Calmeson, e Craig Wargo. Danneel trabalhou como modelo em empresas como a Big Sexy Hair e Juicy Jeans, estreando pela primeira vez em um comercial de televisão. Sua primeira grande aparição como atriz foi no filme Independente The Plight of the Clownana.
Danneel Harris é casada com o ator Jensen Ackles (conhecido por seu papel como Dean Winchester, na série de TV estadunidense Supernatural) se conheceram no filme The Plight of Clownana e começaram a namorar durante as gravações de Ten Inch Hero.
Foi revelado no dia 7 de janeiro de 2013 que ela e Jensen esperavam seu primeiro filho e, mais tarde, viria a revelar que era uma menina. Em 6 de junho de 2013, Danneel confirmou o nascimento de sua filha, Justice Jay "JJ "Ackles, que nasceu em 30 de maio."Em 10 de agosto de 2016 Jensen Ackles, seu marido, anunciou a segunda gravidez de Danneel, dessa vez esperavam um casal de gêmeos. E no dia 2 de dezembro de 2016 nasceram, os gêmeos Zeppelin Bram Ackles e Arrow Rhodes Ackles.

## Filmografia

### Cinema
| Ano  | Título                                    | Papel           | Notas                |
| ---- | ----------------------------------------- | --------------- | -------------------- |
| 2004 | The Plight of Clownana                    | DildoMan's Fan  | curta-metragem       |
| 2005 | Rule Number One                           | April           | curta-metragem       |
| 2007 | Ten Inch Hero                             | Tish            |                      |
| 2008 | Harold & Kumar Escape from Guantanamo Bay | Vanessa Fanning |                      |
| 2008 | Extreme Movie                             | Melissa         |                      |
| 2009 | Still Waiting...                          | Sherry          | Direto para DVD      |
| 2009 | Fired Up!                                 | Bianca          |                      |
| 2010 | Mardi Gras                                | Erica           |                      |
| 2010 | The Back-up Plan                          | Olivia          |                      |
| 2011 | The Roommate                              | Irene           |                      |
| 2011 | Mardi Gras: Spring Break                  | Erica           |                      |
| 2011 | A Very Harold & Kumar 3D Christmas        | Vanessa Fanning |                      |
| 2012 | Naughty or Nice                           | Jill Rhodes     | Filme para televisão |

### Televisão
| Ano       | Título                         | Papel                 | Notas |
| --------- | ------------------------------ | --------------------- | --- |
| 2003–2004 | One Life to Live               | Shannon McBain        | Recorrente; 68 Episódios |
| 2004      | What I Like About You          | Kate                  | Episódio 2.14: "Your Cheatin' Heart" Episódio 2.16: "Lunar Eclipse of the Heart" Episódio 2.19: "The Big Picture" Episódio 2.21: "Anti-Prom" |
| 2004–2005 | Joey                           | London / Katie Harper | Episódio 1.10: "Joey and the Big Audition" Episódio 1.12: "Joey and the Plot Twist" Episódio 1.13: "Joey and the Taste Test"                 |
| 2005      | JAG                            | Cammie Cresswell      | Episódio 10.16: "Straits of Malacca" Episódio 10.18: "Death at the Mosque"                                                                   |
| 2005      | Charmed                        | New Paige Matthews    | Episódio 7.22: "Something Wicca This Way Goes"                                                                                               |
| 2005–2009 | One Tree Hill                  | Rachel Gatina         | 52 Episódio Recorrente (Temporadas 3, 5–7; 2005–2006, 2008–2009; 31 Episódios) Regular (Temporada 4; 2006–2007; 21 episódios)                |
| 2007      | CSI: Crime Scene Investigation | Shasta McCloud        | Episódio 8.02: "A La Cart]]" |
| 2008      | Free Radio                     | Danneel Harris        | Episódio 1.07: "Lance Gets a Bodyguard" |
| 2008      | How I Met Your Mother          | Nora Zinman           | Episódio 4.05: "Shelter Island" |
| 2009      | NCIS                           | Jessica Shore         | Episódio 6.14: "Love & War" |
| 2009      | Trust Me                       | Jessica               | Episódio 1.02: "All Hell the Victors" |
| 2009      | CSI: Miami                     | Abby Dawson           | Episódio 7.16: "Sink or Swim" |
| 2011      | Friends with Benefits          | Sara Maxwell          | Papel principal (1ª Temporada - presente; creditada como Danneel Ackles)                                                                     |
| 2012      | Retired At 35                  | Jenn                  | Episódio 2.04: "The Grifters" Episódio 2.06: "The Apartment" Episódio 2.07: "The Break-Up"                                                   |
| 2017      | Supernatural                   | Sister Jo             | Episódio 13.13 "Devil's Bargain" Episódio 14.17 "Game Night" Episódio 15.13 "Destiny's Child"                                                |